# Dorothea Lange
Dorothea Lange   (Hoboken, 26 de maig de 1895 - San Francisco, 11 d'octubre de 1965) fou una influent fotoperiodista documental, molt coneguda per la seva obra Gran Depressió per a l'oficina d'Administració de Seguretat Agrària del govern estatunidenc. Les fotografies humanistes de Lange sobre les terribles conseqüències de la Gran Depressió la van convertir en una de les periodistes més destacades del fotoperiodisme mundial.

## Vida privada
Dorothea Margarette Nutzhorn va néixer a Hoboken, Nova Jersey, el 25 de maig de 1895. Es va treure el seu segon nom (Margarette) i va adoptar el cognom de soltera de la seva mare, Lange. L'any 1902, a l'edat de 7 anys, va tenir poliomielitis i, tal com era habitual a l'època, els nens amb l'esmentada malaltia rebien tractament de manera tardana, cosa que la va fer créixer amb una constitució feble i deformacions als peus, però no li impediria la seva carrera futura.
Va estudiar fotografia a Nova York com a alumna de Clarence H. White a la Universitat de Colúmbia i informalment va participar com a aprenenta en nombrosos estudis fotogràfics de la ciutat, com en el del cèlebre Arnold Genthe. El 1918 es va traslladar a San Francisco, Califòrnia, on va obrir un reeixit estudi. Es va casar l'any 1920 amb el notable pintor Maynard Dixon, vint anys més gran que ella, amb el qual va tenir dos fills: Daniel, nascut el 1925, i John, nascut el 1928. Va viure a la badia Berkeley per la resta de la seva vida.

## De l'estudi al carrer
Amb el començament de la Gran Depressió, Lange va canviar els retrats que acostumava a fer en el seu estudi per les preses fotogràfiques als carrers. Els seus estudis de persones sense treball i sense llar van capturar aviat l'atenció de funcionaris locals i la van portar a ser contractada, com a fotògrafa oficial el 1935, per l'administració federal, posteriorment anomenada "Administració per a la Seguretat Agrària" (Farm Security Administration).
El desembre de 1935 es divorcia de Dixon i es casa amb l'economista agrari Paul Schuster Taylor, professor d'economia de la Universitat de Califòrnia. Taylor forma Lange en assumptes socials i econòmics, i junts fan un documental sobre la pobresa rural i l'explotació dels llauradors i treballadors immigrants durant els següents sis anys. Taylor feia les entrevistes i recollia la informació econòmica, i Lange prenia les fotografies.
El primer informe resultant d'aquesta col·laboració va trobar un gran èxit polític, i també va arribar a les mans d'Eleanor Roosevelt, un finançament de 20.000 $ es rep per construir el primer campament d'immigrants de Marysville, a l'octubre de 1935. Les fotografies de Dorothea Lange són apreciades per la seva precisió i el seu poder evocador: apel·len als lectors i editors de la premsa nacional. Per aquesta raó l'àmbit d'acció de la parella Taylor-Lange s'estén a Arizona, Nevada, Nou Mèxic i Utah, a més a més de Califòrnia.
Entre 1935 i 1940 Lange va treballar per a departaments oficials, sempre posant en les seves fotografies el pobre i el marginal, especialment camperols, famílies desplaçades i immigrants. Distribuïdes sense cost als diaris nacionals, les seves fotografies es van tornar icones de l'era.

### Mare immigrant

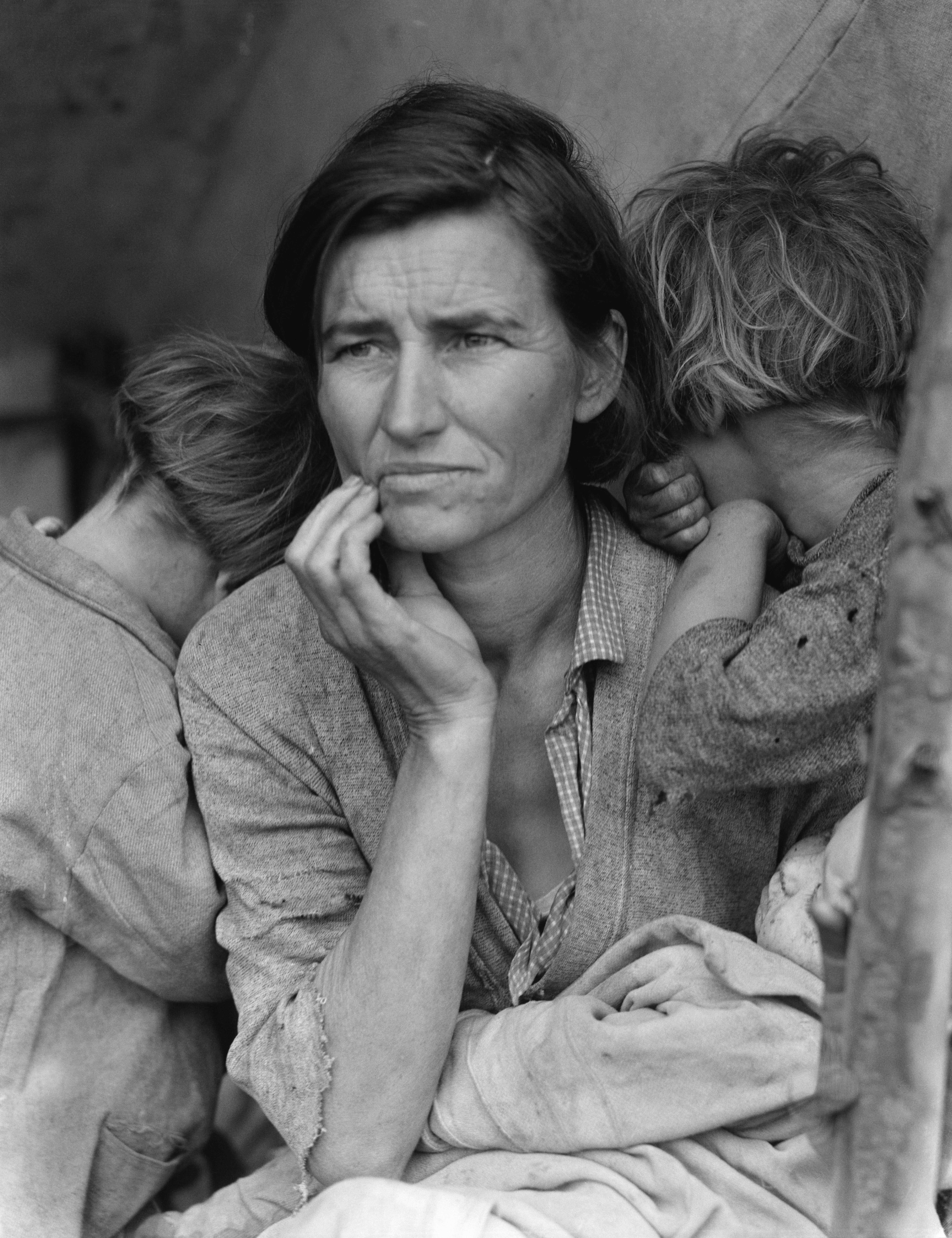
Mare immigrant, la fotografia clàssica de Lange

La fotografia de Lange que va quedar com el seu més gran clàssic va ser Mare immigrant. La dona de la fotografia és Florence Owens Thompson, però Lange aparentment mai no va saber el seu nom.

El 1960 Lange va parlar de la seva experiència en prendre la fotografia:
| « | Vaig veure i em vaig acostar a la famèlica i desesperada mare com atreta per un imant. No recordo com li vaig explicar la meva presència o la meva càmera, però recordo que ella no em va fer preguntes. No li vaig demanar el seu nom o la seva història. Em va dir la seva edat: tenia 32 anys. Em va dir que havien viscut de vegetals freds dels voltants i ocells que els nens mataven. Acabava de vendre les llantes del seu cotxe per comprar aliments. Aquí estava asseguda reposant a la tenda amb els nens abraçats-la i semblava saber que la meva fotografia podria ajudar-la, i a mi també em va ajudar. Hi havia una certa equitat en això. | » |

Original: 
| « | I saw and approached the hungry and desperate mother, as if drawn by a magnet. I do not remember how I explained my presence or my camera to her, but I do remember she asked me no questions. I made five exposures, working closer and closer from the same direction. I did not ask her name or her history. She told me her age, that she was thirty-two. She said that they had been living on frozen vegetables from the surrounding fields, and birds that the children killed. She had just sold the tires from her car to buy food. There she sat in that lean-to tent with her children huddled around her, and seemed to know that my pictures might help her, and so she helped me. There was a sort of equality about it. | » |

Després que Lange tornés a casa, li va explicar a l'editor del diari News San Francisco les condicions al camp i li va donar dues de les seves fotografies. El director va informar a les autoritats federals i va publicar, el 10 de març de 1936, un article que incloïa les fotografies sota el títol de: Els treballadors de collita esparracats i famèlics, viuen en la misèria. Com a resultat, el govern va enviar ajut alimentari al campament de Nipomo.
Segons el fill de Thompson, Lange es va equivocar en alguns detalls d'aquesta història, però l'impacte de la fotografia va mostrar la força i necessitat dels obrers immigrants.
Dorothea Lange, de fet, va prendre sis fotografies d'aquell dia; l'última, la famosa Mare immigrant; aquestes són les altres cinc fotografies.

### Internament dels japoamericans
El 1941, Lange va rebre el premi Beca Guggenheim (Guggenheim Fellowship) per l'excel·lència en fotografia. Després de l'atac a Pearl Harbor, es va donar el prestigi de la beca, per registrar l'evacuació forçosa dels japonesos dels Estats Units. La percepció de la natura traïdora de l'atac a Pearl Harbor despertà temors de sabotatge o d'espionatge cap als estatunidencs d'ascendència japonesa, i fou un factor decisiu en el confinament en camps de concentració dels ciutadans estatunidencs d'origen nipó, especialment al primer camp de Manzanar. Nisei és un terme japonès que assenyala japonesos nascuts en segona generació en un país distint del Japó, especialment aplicat als descendents directes de japonesos nascuts als Estats Units. Va cobrir tots els actes de reubicació dels japonesos, la seva evacuació temporal en centres de reunió i els primers camps permanents. Per a molts observadors, les seves fotografies de nens japonesos nord-americans presentant honor a la bandera abans de ser enviats a camps de concentració és un record de les polítiques de detenció de persones sense cap càrrec criminal i sense dret a defensar-se.
Les seves imatges van ser tan òbviament crítiques que l'exèrcit les va embargar. Les mencionades fotografies són en l'actualitat disponibles a la Divisió Fotogràfica i la Biblioteca Bancroft de la Berkeley.

Evacuats d'ascendència japonesa al centre de Manzanar
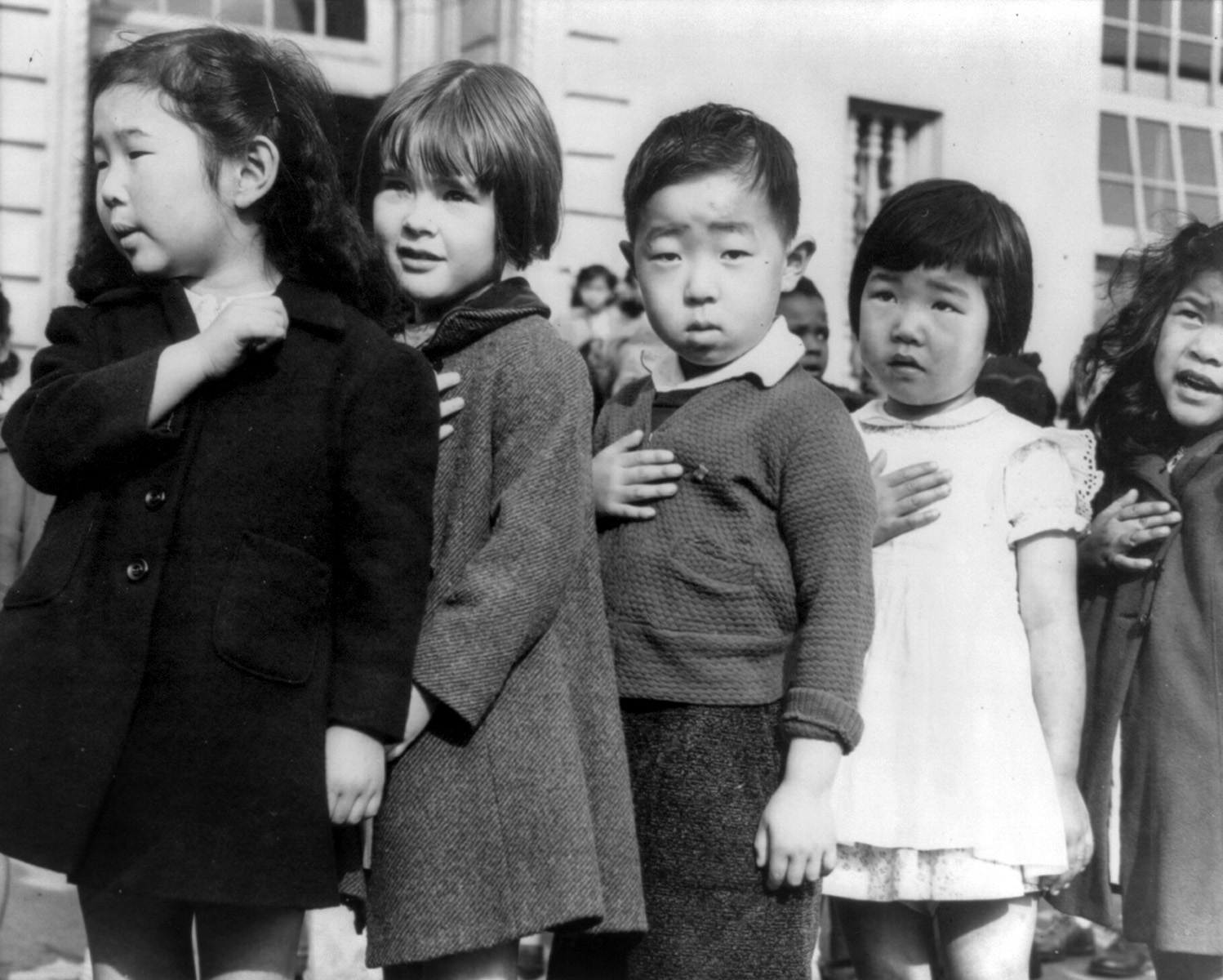
Alguns petits d'ascendència japonesa, a l'escola pública Weill, San Francisco, Califòrnia, prometent honor a la bandera dels Estats Units

### Altres projectes
El 1945, Lange va ser invitada per Ansel Adams a acceptar un lloc com a docent al primer departament de Fotografia artística en l'Escola de Belles Arts de Califòrnia (CSFA). S'hi van unir també Imogen Cunningham i Minor White.
El 1952, Lange va ser cofundadora de la revista de fotografia Aperture. A mitjan dècada dels anys 1950 Lange i Pirkle Jones van rebre l'encàrrec d'un documental fotogràfic per a la revista Life sobre la fi de la ciutat de Monticello, Califòrnia, i del desplaçament dels seus habitants per la construcció de les preses Putah Creek per formar el llac Berryessa. La revista Life no va publicar l'obra, per la qual cosa Lange va dedicar-ne una edició sencera en la revista Aperture. La col·lecció de fotografies es mostren a l'Institut d'Art de Chicago el 1960.